# Samuel Kastriener
Samuel Kastriener (în maghiară: Sámuel Kastriener, 16 octombrie 1871 Timișoara - 23 octombrie 1937 Timișoara) a fost un ziarist, critic literar, scriitor și traducător de limbă germană și maghiară, evreu originar din Banat, România.

## Biografie
Samuel Kastriener s-a născut în 1871,la Timișoara pe atunci în Austro-Ungaria, fiind unul din cei trei fii ai lui Mór Kastriener.De la vârsta de 2 ani Kastriener a trăit și apoi a învățat la Budapesta. 
Autodidact cu un vast bagaj de cultură, Kastriener a lucrat un timp ca ziarist în Germania, Elveția și Franța.
După o perioadă de activitate la București, unde a lucrat din anul 1890 la cotidianul economic „Bukarester Lloyd”,  începând din 1897 Kastriener a devenit redactor la gazeta germană „Temeswarer Zeitung” din Timișoara.  A mai  colaborat la gazeta „Südungarische Reform” și între anii 1902-1912 a redactat și gazeta umoristică locală în limba germană „Die Posaune” („Trombonul”).
În 1902 a înființat ziarul politic popular „Temeswarer Volksblatt” care a apărut între anii 1902-1934 și care a avut o orientare democratică și de stânga.
În 1912 împreună cu Mihály Pogány, redactorul ziarului în limba maghiară „Temesvári Hirlap”, Kastriener a înființat tipografia modernă Hunyadi din orașul natal, care a publicat cărți în ediții îngrijite din punct de vedere estetic.   
Apreciat ca ziarist și ca personalitate în viața multiculturală și socială a Timișoarei, Kastriener s-a afirmat și ca un reprezentant de frunte al comunității evreiești din localitate. Alături de dr. Adolf Vertes, președintele Comunității evreilor, și alții, a făcut parte din fondatorii și promotorii  Liceului izraelit din Timișoara, care a luat ființă după unirea Banatului la România.În 1929 a fost ales membru al Societății literare maghiare „Arany János”.  
În calitatea de șef al departamentului cultural al comunității evreiești, Kastriener a cultivat tradiția iudaică și relații de colaborare cu comunitatea germană din oraș. A fost în anul 1932 unul din organizatorii jubileului lui Goethe la Timișoara , care a fost comemorat și la comunitatea evreiască în prezența consulului german dr.Arthur Busse și a fruntașilor germanilor din oraș.
Kastriener a participat și la mișcarea sioniste. După o croazieră în toamna anului 1936 în estul Mediteranei - prin Constanța - la Atena, Istanbul, Beirut și apoi în Palestina,la Tel Aviv și Haifa, a publicat note de călătorie sub titlul „Momentaufnahmen in Orient” (Instantanee orientale)

## Activitatea literară
Kastriener a publicat în anul 1915 un volum de însemnări de călătorie „Asien im Krieg” (Asia în război) cu subtitlul „Drei Monate im mohammedanischen Osten” (Trei luni în estul mahomedan). În 1932 a publicat la Editura „Moravetz” din Timișoara volumul „Weitere Verlustlisten” (Noi liste de pierderi), scurte povestiri despre destine tragice în timpul războiului.
În limba maghiară Kastriener a publicat pe paginile ziarului „Temesvári Hírlap” însemnări despre istoria ținuturilor natale. În anii 1929-1931 a fost autorul unei rubrici intitulate „Emlékezés a régi Temesvárra” - „Amintiri din Timișoara de altădată”. Lui Kastriener i se datorează și traduceri în maghiară ale unor scrieri de autori germani ca Heinrich Heine, Klabund, Franz Xaver Kappus etc. 
și traduceri în germană din autori maghiari ca Ferenc Herczeg, Sándor Bródy, Frigyes Karinthy, Mihály Pogány, Sándor Asztalos și alții. Traducerile i-au fost publicate de ziarele și revistele din Timișoara. 
Samuel Kastriener a murit la 66 ani la Timișoara în urma unui accident rutier.

## Cărți
- Emlékezés a régi Temesvárra, serie de articole, Temesvári Hírlap, 1929-1931;
- Krieg in Asien (1917)
- Weitere Verlustlisten (1931)
- Momentaufnahmen im Orient  (1936)

## Legături externe
- articolul Samuel Kastriener în Romániai Magyar Irodalmi Lexikon editura Kriterion, Asociația Muzeului Ardealului 2006
- Getta Neumann - Minipedia Iudaica pe saitul bjt
- Timișoara de altă dată Arhivat în 7 martie 2016, la Wayback Machine.
- Eduard Schneider - Erinnerung an Samuel Kastriener - Zum Wirken des Banater jüdischen Autors in der Zwischenkriegszeit , Festschrift für George Guțu - saitul germaniștilor din România IKGS München 2004